# Репейкіна Тетяна Василівна
Тетяна Василівна Репейкіна (рос. Татьяна Васильевна Репейкина; нар. 18 березня 1973, Казань, РРФСР — пом. 26 січня 2017) — російська футболістка та тренерка, виступала на позиції воротаря. Фіналістка жіночого кубку УЄФА, багаторазова чемпіонка Росії.

## Життєпис
Вихованка Лаїшевського дитячого будинку. У футбол розпочала грати на початку 1990-х років у казанської команді «Гамма-ТАН», перший тренер — Кузнєцов Юрій Михайлович.
Надалі виступала за українські клуби «Борисфен» (Запоріжжя) та «Динамо» (Київ), тольяттинську «Ладу». У складі «Лади» в 1996 році стала бронзовим призером чемпіонату і півфіналістом Кубка Росії, включена до списку 33-х кращих гравчинь, у 1999 році знову потрапила до списку 33-х найкращих.
У 2000-2006 роках (з перервами) грала за «Рязань-ВДВ», в складі клубу ставала чемпіонкою (2000) і призером чемпіонатів Росії, фіналістом Кубка Росії, чвертьфіналісткою Кубка УЄФА. У 2004 році виступала в Азербайджані, також грала за московське «Чертаново».
З 2007 року виступала за «Зірку-2005» з Пермі, в її складі стала триразовою чемпіонкою Росії (2007, 2008, 2009), володаркою Кубка Росії та фіналістом жіночого Кубка УЄФА (2009), в фіналі команда поступилася німецькому «Дуйсбургу». У 2009-2010 роках спортсменка також входила до тренерського штабу молодіжної команди «Зірки-2005».
У сезоні 2011/12 виступала за «Мордовочку», команда в тому сезоні була безнадійним аутсайдером чемпіонату Росії. Ще до закінчення сезону футболістка покинула команду.
У 2010-ті роки виступала за «Зеніт-Іжевськ» та «Мирас» з Казані, в останньому була граючим тренером. Мала тренерську ліцензію категорії «D».
Померла 26 січня 2017 року на 44-му році життя від запалення легенів. Похована в Лаїшево.